# Dominik Mareš
Dominik Mareš (* 18. ledna 1972 Ostrava) je český výtvarník. Dominik Mareš je současný český malíř, grafik a umělec, známý především obrazy, které reflektují jeho inspiraci ohněm, světlem, přírodou, moderní civilizací a technikou. Jeho tvorba plná experimentálních technik je z velké části ovlivněna, životem v industriálním prostředí a cestováním. Na své obrazy nanáší různé struktury tvořené například asfaltem nebo latexem.

## Život
Dominik Mareš se narodil v Ostravě v roce 1972. Ve svých sedmnácti letech, během studia na gymnáziu se začal věnovat malbě. Tehdy navštívil ateliér Jaroslava Klápštěho (žák Emila Filly a Františka Tichého), který rozbouřil natolik jeho smysly, že se rozhodl zasvětit malbě celý svůj život. První velká výstava v Domě umění v Opavě v roce 1992 sklidila úspěch a otevřela Dominikovi nové příležitosti tvorby. Dokončil fakultu ekonomie, ale vzápětí se přestěhoval do Prahy, kde se představil výstavou v Galerii U Řečických a kde se dále věnoval výtvarnému umění. Absolvoval Svatojakubskou pouť do Santiaga de Compostela, z níž čerpá své zkušenosti dodnes.

## Dílo
Nejstarší obrazy Dominika Mareše pocházejí z doby, kdy žil ještě v Ostravě. Odráží se v nich syrovost industriálního prostředí, výrazné struktury a primitivní piktogramy reflektují dědictví výtvarného umění, které ve spojení s neonovými barvami zprostředkovává hluboce prožité osobní sdělení. Do širšího povědomí se Dominik Mareš zapsal samostatnou výstavou v Národním technickém muzeu v roce 1997, která zahrnovala více než devadesát umělcových děl.
Následující období malířovy tvorby ovlivnilo cestování. Dalo by se říct, že tak jako francouzští impresionisté odjížděli na jih, aby se jim vyčistila paleta, odjel Dominik Mareš do východní Asie, kde jeho práce nabrala novy směr. Ozvěny asijských cest se v průběhu let objevují v Marešových obrazech ve stále nových podobách. Bezprostředně po návratu začíná na obrazech dominovat červená barva, nejprve statická, doplněna černými liniemi připomíná klid a odevzdanost věčnému koloběhu života. Později se červená začíná dramaticky pohybovat, výbušná atmosféra obrazů z cyklu Fire evokuje střet civilizačního rozvoje s přírodní harmonií.
V období nazvaném Cities na sebe Mareš nechává působit velkoměsto, jeho roztříštěnost pohybu nebo naopak soulad tvarů. Červená barva už jen místy pulsuje. Nově se objevuje zlatá, plně rozvinutá v obrazech z cyklu Golden Samples. Zlatá barva připomíná laskavé odlesky slunce na střechách a oknech nebo naopak nejrozžhavenější část plamene.
Dominik Mareš se také zúčastnil přehlídky CowParade Praha 2004, pro niž vytvořil objekt s názvem Plamenná kráva, který byl umístěn v prostorách Slovanského domu. V květnu 2007 byl veřejnosti představen obraz Pozdrav z Prahy o rozměrech 4 x 5 m, speciálně vytvořený pro Asociaci kuchařů a cukrářů ČR k prezentování týmového menu při účasti na mezinárodních soutěžích.
Pro současnost prezentoval své obrazy v duchu strukturální abstrakce na čtyřech desítkách samostatných výstav v Čechách i zahraničí. Jeho díla jsou součástí soukromých sbírek ve více než dvaceti zemích. Jeho tvorba se objevila také v časopise Moderní byt, který představil jeho jedinečný interiér bytu v Holešovicích. Pravidelně je zván na Petcha Kutcha Night po celé Evropě.
Velkou poctou pro Dominika Mareše byla i žádost americké produkce filmu Wanted (2008) na zapůjčení tří pláten pro interiér scén, v nichž vystupuje herečka Angelina Jolie a herec Morgan Freeman.

## Samostatné výstavy
- 2013 – Šporkovský palác – Praha | Vidím dál, stojím na ramenou obrů
- 2013 – Galerie u radnice – Tábor | Svobodná cesta – vernisáž za účasti autora
- 2013 – Art & Books Gallery Zlín | Svobodná cesta – vernisáž za účasti autora
- 2009 – Krajská galerie Most | výstava Struktury časoprostoru
- 2008 – Galerie XXL | výstava Selection, Galerie MIRO Praha | Generační paralely II
- 2007 – Galerie Anderle, České centrum Sofie
- 2006 – Galerie Bayer & Bayer
- 2005 – Městské muzeum Králíky, České centrum Budapešť
- 2004 – Galerie Nová Síň, Galerie G (Olomouc), Galerie Studna
- 2002 – Poslanecká sněmovna ČR, Galerie Hefaistos (Děčín)
- 2001 – Galerie Fronta, Design salon
- 2000 – Galerie bratří Čapků, Galerie Vltavín, Galerie Jáma
- 1999 – Mezinárodní plenér (Snina, Slovensko), Galerie Viva (Zlín), Ateliér Simona (Ostrava), Galerie X-centrum (Plzeň), Galerie Kaplička (Hodonín)
- 1998 – Galerie U prstenu, Galerie Radost FX, Výtvarné centrum Chagall (Ostrava)
- 1997 – Národní technické muzeum Praha
- 1996 – Galerie V podloubí (Mladá Boleslav)
- 1995 – Galerie U Řečických (Praha), Galerie Váp (Zlín), Galerie Patro (Ostrava)
- 1994 – Národní technické muzeum Praha
- 1993 – Galerie Hlučín (Hlučín), Studio Della (Ostrava)
- 1992 – Dům umění (Opava)
- 1991 – 1. samostatná výstava v Divadle hudby (Ostrava), Galerie Kaplička (Hodonín)

## Zastoupení ve sbírkách
- Galerie U prstenu (Praha)
- Galerie Pyramida (Praha, Mariánské Lázně)
- Galerie Chagall (Ostrava)
- Galerie Via Zlín (Zlín)
- Galerie Miro (Praha)
- Galerie XXL (Louny)
- Galerie Vltavín (Praha)
- Galerie Fany (Český Krumlov)
- Galerie Bayer & Bayer (Praha)
- Raný design (Praha)
- Městské muzeum Králíky (Králíky)
- Studio Piláti (Mnichov, Německo)
- Investiční a poštovní banka (Zlín)
- Komerční banka (Otrokovice)
- Severomoravská energetika (Ostrava)
- Soukromé sbírky v ČR, Severní a Jižní Americe a jihovýchodní Asii
- Soukromá sbírka Michaela Ringiera (Ženeva, Švýcarsko).